# Canthium aurantiacum
Canthium aurantiacum är en måreväxtart som beskrevs av Elmer Drew Merrill och Lily May Perry. Canthium aurantiacum ingår i släktet Canthium och familjen måreväxter. Inga underarter finns listade i Catalogue of Life.